# Batasio fasciolatus
Batasio fasciolatus е вид лъчеперка от семейство Bagridae. Видът не е застрашен от изчезване.

## Разпространение
Разпространен е в Индия (Аруначал Прадеш и Западна Бенгалия).